# Шератов, Курсанбек Олжобаевич
Курсанбек Олжобаевич Шератов (1 октября 1989, с. Кара-Козу, Кызыл-Кия, Баткенская область) — киргизский футболист, защитник.

## Биография

### Клубная карьера
Воспитанник футбольной школы г. Кызыл-Кия, тренер — Мурат Авчиев. В 11-м классе перебрался в Бишкек, тренировался в Футбольном центре ФФКР у тренера Рашида Мифтахова.
На взрослом уровне начал выступать в 2005 году в составе молодёжной сборной Кыргызстана, игравшей тогда на правах клуба в высшей лиге. В 2007 году играл за команду «Кант-77», а с 2008 года — за кантскую «Абдыш-Ату». В составе «Абдыш-Аты» неоднократный серебряный призёр чемпионата Кыргызстана (2008, 2009) и обладатель Кубка страны (2009, 2011).
С 2013 года выступал за «Дордой», в его составе — неоднократный чемпион (2014, 2018) и призёр чемпионата Кыргызстана, обладатель Кубка страны (2014, 2016, 2017, 2018), Суперкубка (2013, 2014). Принимал участие в матчах азиатских клубных турниров. По состоянию на 2018 год был капитаном «Дордоя».

### Карьера в сборной
В составе олимпийской сборной Кыргызстана участник Азиатских игр 2010 года, сыграл 3 матча.
В национальной сборной Кыргызстана дебютировал 28 марта 2009 года в матче против Непала. Участник Кубка вызова АФК 2010 года (сыграл 2 матча). По состоянию на 2018 год провёл более 20 матчей за сборную.
В августе 2019 года был признан виновным в сговоре с целью осуществления махинаций с участием «Дордоя» в Кубке АФК 2017 и был пожизненно дисквалифицирован.